# Putranjivaceae
Putranjivaceae es el nombre botánico de una familia compuesta de unas 210 especies de árboles perennes tropicales distribuidas en 4 géneros. Los miembros de esta familia tienen hojas coriáceas. Flores fasciculadas y usualmente pequeñas. Los frutos son drupas. Son originales de África y Malasia.

## Géneros
- Drypetes
- Lingelsheimia
- Putranjiva
- Sibangea